# Corypha umbraculifera
El bulí, burí o palma de Ceilán (Corypha umbraculifera) es una especie de palma, nativa del sureste de la India (Costa de Malabar) y Sri Lanka.

## Descripción
Es una de las palmas más grandes del mundo; algunos individuos pueden llegar hasta 25 m, con tallos de hasta 1.3 m de diámetro. Es una palmera de hojas palmadas (Arecaceae tribe Corypheae), con limbos (lámina foliar) largos de hasta 5 metros de diámetro, y hasta 4 metros de peciolo, con más de 130 foliolos. 
Corypha umbraculifera es la planta que produce la inflorescencia más grande, de 6-8 m de alto, y consiste en millones de pequeñas flores nacidas de la copa del tallos.(Rafflesia arnoldii tiene la flor solitaria más grande del mundo). Esta planta es monocárpica, floreciendo solo una vez en su vida entre los 30 y los 80 años de edad. Toma cerca de un año para que los frutos estén maduros, produciendo miles de ellas de color verde amarillento de 3-4 cm de diámetro, que contienen una única semilla, la planta muere después.

## Usos
Es ampliamente cultivada en el sureste de Asia y en China. Históricamente, las hojas fueron utilizadas para la escritura.

## Taxonomía
Corypha umbraculifera fue descrita por Carlos Linneo y publicado en Species Plantarum ed. 3 2: 1187. 1753. La especie tipo es: Corypha umbraculifera L.
Etimología
Corypha: nombre genérico que deriva de khoripha = "cumbre, pico", quizás refiriéndose a la inmensa inflorescencia compuesta en la punta del tallo.
umbraculifera: epíteto que significa "con paraguas, con sombra".
Sinonimia
- Corypha guineensis L., Mant. Pl. 1: 137 (1767).
- Bessia sanguinolenta Raf., Sylva Tellur.: 13 (1838).[7]

## Galería

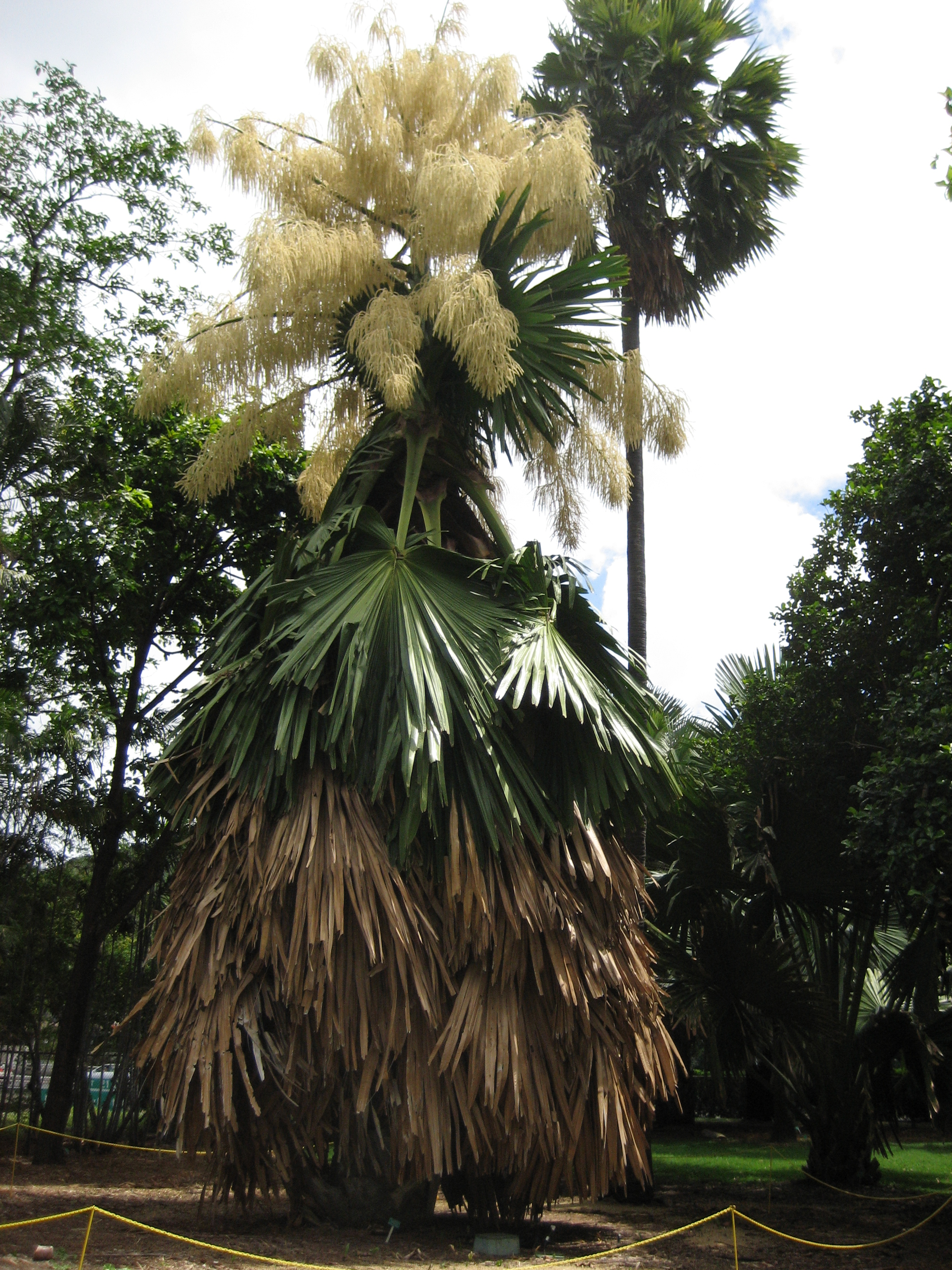
Individuo floreciendo en Foster Botanical Garden, Honolulu, Hawaii
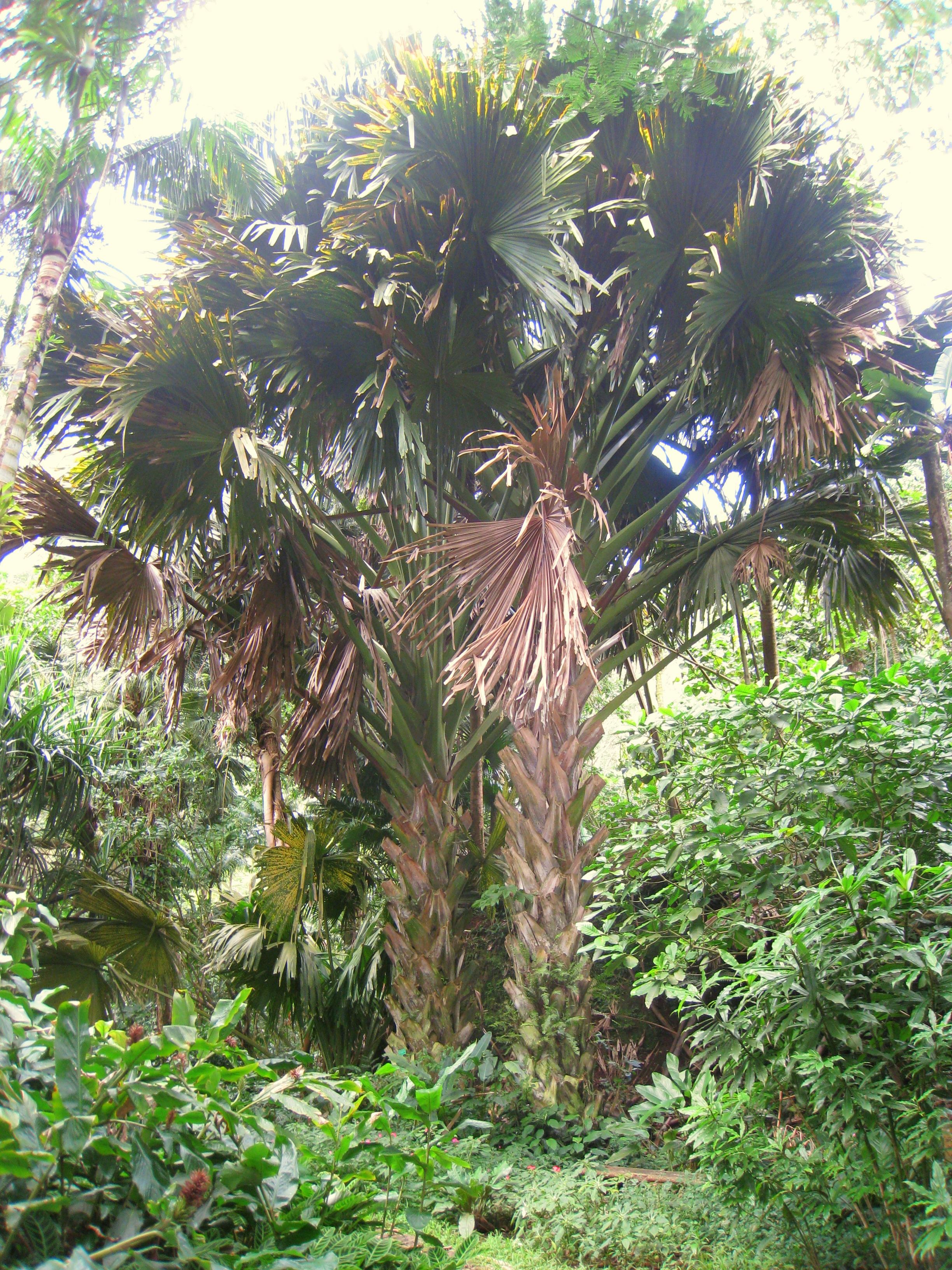
Corypha umbraculifera en Lyon Arboretum, Hawaii, EUA.